# Myrmecophila albopurpurea
Myrmecophila albopurpurea är en orkidéart som först beskrevs av H.Strachan och William Fawcett, och fick sitt nu gällande namn av Mark Anthony Nir. Myrmecophila albopurpurea ingår i släktet Myrmecophila och familjen orkidéer.
Artens utbredningsområde är Caymanöarna. Inga underarter finns listade i Catalogue of Life.